# Cephaloleia vittata
Cephaloleia vittata es un coleóptero de la familia Chrysomelidae.
Fue descrita científicamente en 1996 por Staines.